# Георг Руге
Георг Руге (нім. Georg Ruge; 19 червня 1852, Берлін — 21 січня 1919, Цюрих) — німецький анатом і приматолог. Наукові праці Георга Руге стосуються переважно остеології та міології людини і хребетних тварин. Був братом гінеколога Карла Арнольда Руге.

## Біографія
Георг Руге Народився 19 червня 1852 року в Берліні. Вивчав медицину в Берлінському університеті. У 1875 році захистив дисертацію з медицини на тему зростання нижньої щелепи у людини (нім. Beiträge zum Wachsthum des menschlichen Unterkiefers). Незабаром після цього він зайняв посаду асистента Карла Гегенбаура в Гейдельберзькому університеті, змінивши на ній Макса Фюрбрінгера. У 1879 році пройшов габілітацію під керівництвом Гегенбаура, а з 1882 по 1888 обіймав у Гейдельберзі посаду екстраординарного професора анатомії.
Восени 1888 року Руге був запрошений на посаду ординарного професора анатомії в Амстердамський університет, на якій до нього з 1879 працював все той же Макс Фюрбрингер. В Амстердамі Руге успішно викладав до 1897, перевидав написане в Гейдельберзі Керівництво по розтину. У цей період його наукова діяльність була спрямована на вивчення сегментарної іннервації. Деякі труднощі для нідерландських студентів Руге представляло викладання німецькою мовою. У 1897 році він покинув Амстердам і зайняв посаду професора анатомії в Цюріхському університеті.
Георг Руге помер 21 січня 1919 року у віці 66 років. 